# 卡多达拉
卡多达拉（Kadodara），是印度古吉拉特邦Surat县的一个城镇。总人口14819（2001年）。

## 人口
该地2001年总人口14819人，其中男性10120人，女性4699人；0—6岁人口1779人，其中男949人，女830人；识字率67.99%，其中男性为76.55%，女性为49.56%。